# Educación en el hogar

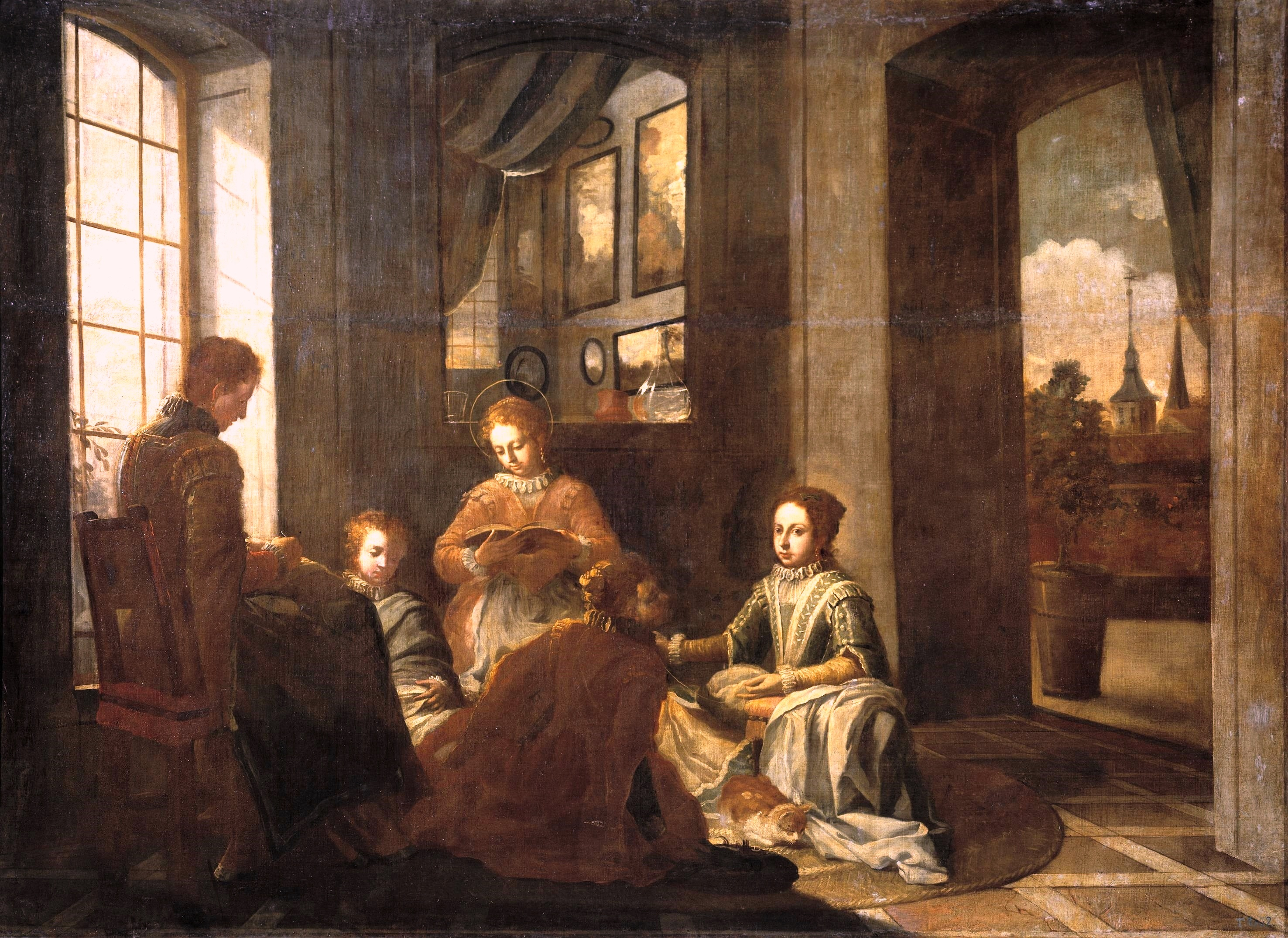
Educación de Santa Teresa, de Juan García de Miranda óleo sobre lienzo (162 x266 cm.), Museo del Prado.

La educación en el hogar (también llamada educación en casa o en inglés homeschooling) es el proceso de formación académica de niños exclusivamente en el ámbito del hogar. Esta educación se caracteriza por realizarse fuera de instituciones públicas o privadas y era, en el pasado, una práctica común.
Existen diversas motivaciones para la educación en el hogar, no obstante todas buscan desarrollar una forma de aprendizaje no institucional, fuera de los paradigmas de las escuelas tradicionales. Algunas familias hacen esta elección por motivos religiosos, mientras que otras lo hacen por disconformidad con las escuelas en su área local o por considerar negativo el efecto institucional de la escuela en general, desde la perspectiva de que el sistema educativo no educa, sino que forma y convierte a las personas en obreros o esclavos inteligentes, útiles para el sistema como mano de obra. También es una alternativa para las familias que viven en zonas rurales aisladas, ante la imposibilidad física o la dificultad de llevar a sus niños al sistema de educación formal. 
Hoy en día, la educación en el hogar es una opción legal en muchos países para quienes desean formar a sus descendientes en un ambiente de enseñanza diferente al de las escuelas.

## Tipos de educación en el hogar

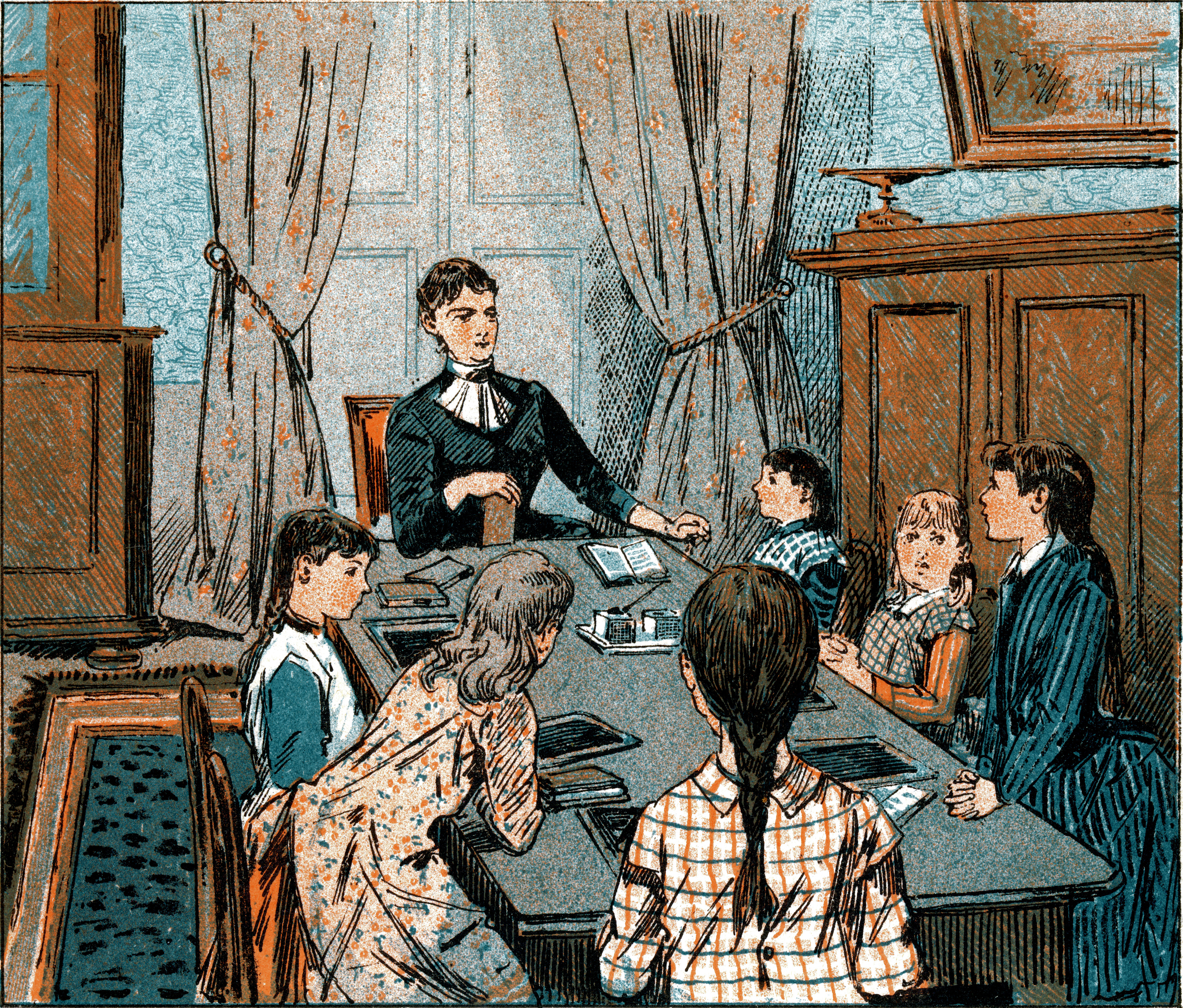
Caricatura en la revista danesa Punch (1889).

### Educación libre o no formal
Se basa en el principio de que cualquier niño tiene la capacidad intrínseca de aprender, y que es él mismo el más indicado para descubrir sus potencialidades, a través de la naturaleza, el ensayo o el juego, y no por el método de la repetición y memorización que ofrecen las escuelas estándar. Por otro lado, se considera que la integración en la sociedad se hace de forma mucho más natural viviendo en ella.
Se lleva a cabo, si la familia lo desea, mediante la supervisión de personas especializadas y, al contrario de lo que muchas personas creen, el estudiante autodidacta (que aprende por su propia cuenta) logra obtener los mismos, e incluso mejores, resultados académicos y formativos que los estudiantes del modelo tradicional. [cita requerida]

### Educación curricular en el hogar
Se basa en reconocer la estructura curricular existente en las escuelas y colegios como la más adecuada para ser enseñada y aprendida por los niños, considerando su seguimiento y consecución como parte importante del desarrollo social del niño.
Los padres actúan como agentes de educación intermediarios entre la escuela y sus hijos, siendo quienes dirigen a estos en todo el proceso de enseñanza-aprendizaje.
La educación curricular en el hogar también puede ser asimilada a la escolarización en el hogar. Asimismo, puede haber diversas instancias de educación comunitaria o grupal.

### Formas intermedias de educación en el hogar
La mayoría de las familias que han instaurado la educación en sus casas han optado por metodologías intermedias a las descritas, adoptando diversos grados de rigidez en la transmisión vertical de conocimientos provenientes de las leyes o corrientes naturales, alguna malla curricular, o de una propia, dando diversos grados de libertad en el aprendizaje a sus hijos.

## Historia de la educación en el hogar

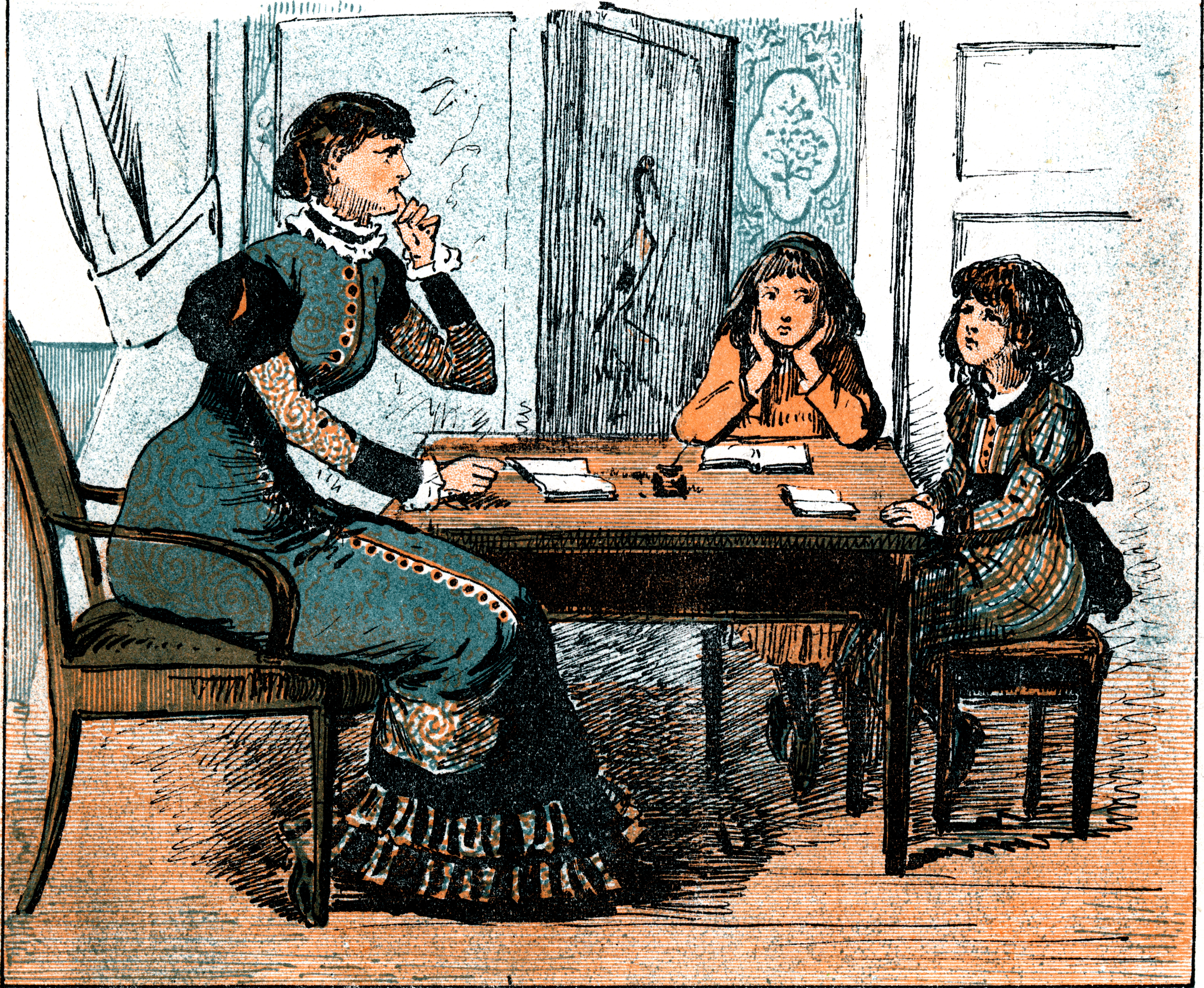
Caricatura en la revista danesa Punch (1880).

### El surgimiento de la educación obligatoria
La educación obligatoria más antigua comenzó en Occidente a finales del siglo XVII y comienzos del XVIII en los estados alemanes de Gotha, Heidenheim, Calemberg y, particularmente, Prusia. En Estados Unidos, el primer estado en aprobar una ley de educación obligatoria fue Massachusetts, en 1789, siendo en 1852 cuando se estableció un verdadero "sistema moderno de educación obligatoria estatal". Durante este período lo usual era que la mayoría los padres utilizasen libros destinados a la educación en el hogar tales como Fireside Education de Griswold, 1828, o Helps to Education In The Homes Of Our Countries, de Burton y Warren, 1863; o usar los servicios de maestros itinerantes, en la medida que los medios y la oportunidad lo permitiesen. Después que Massachusetts impusiera su sistema, otros estados comenzaron a hacer obligatoria la asistencia a las escuelas. No obstante, hacia 1912, A.Berle de la Universidad Tufts, por ejemplo, afirmaba que los veinte años previos de educación masiva habían sido un fracaso, y que cientos de padres le habían consultado sobre cómo podían educar a sus hijos en casa. [cita requerida]
En España, la Ley Moyano de 1857 introdujo la educación obligatoria de los 6 a los 9 años, pero permitía la primera enseñanza en el hogar doméstico, así como la segunda enseñanza bajo una serie de condiciones.

### Comienzos de la moderna educación en el hogar
A comienzos de la década de 1970, las premisas y la eficacia de la educación obligatoria fue cuestionada mediante la publicación de libros tales como Deschooling Society de Iván Illich, 1970, y No More Public School de Harold Bennet, 1972. Estas ideas hallaron cabida en el reformador escolar John Caldwell Holt, quien escribió en 1976 Instead of Education: Ways To Help People Do Things Better. Después de la publicación del libro, Holt fue contactado por familias de todo Estados Unidos que habían tomado la decisión de educar a sus hijos en casa. A partir de entonces, Holt comenzó la publicación de una revista dedicada a la educación en el hogar llamada Growing Without Schooling.
Casi simultáneamente, en la segunda mitad de la década de los setenta, los educadores Ray y Dorothy Moore comenzaron a documentar y publicar los resultados de su investigación sobre la optimización educativa en niños, cuyo hallazgo principal fue que los niños no deberían entrar en el sistema educativo formal hasta no tener al menos diez años de edad, para así obtener resultados educativos y sociales óptimos. Los Moore también adoptaron la educación en el hogar y se convirtieron en propulsores del sistema a través de la publicación de libros como Better Late Than Early, 1975 y Home Grown Kids, 1984.
La filosofía básica de John Holt acerca de la educación se puede resumir de la siguiente forma: "Básicamente... el animal humano es un animal de aprendizaje; nos gusta aprender; somos buenos en eso; no es necesario que se nos muestre cómo hacerlo. Lo que mata el proceso es la gente que interfiere con él o trata de regularlo o controlarlo." No hubo mucha distancia desde esto hasta llegar a la Educación en el Hogar, y Holt dijo más tarde, en 1980: "Yo quiero dejar claro que no veo la Educación en el Hogar como un tipo de respuesta a lo deficiente de las escuelas. Yo creo que el hogar es la base adecuada para la exploración del mundo que entendemos como aprendizaje o educación. El hogar sería la mejor base no importando cuan buenas sean las escuelas".

## Estadísticas y legislación

### Argentina
En Argentina no se tiene una estadística real sobre las familias que educan en casa, pero sí existen bitácoras personales, noticias periodísticas y foros de familias que practican esta disciplina. 
Legalmente, se encuentran en un vacío importante en cuanto a la legislación nacional, por lo que las familias que aplican la educación en el hogar se respaldan con el derecho Constitucional de poder elegir la mejor educación para sus hijos, así como la de ser reconocidos (tal cual expresa Constitución y Ley Nacional de Educación) como los agentes naturales y primarios de la educación de sus hijos.[cita requerida]
Así mismo la mayoría de los niños que se educan en el hogar rinden sus respectivos niveles como estudiantes libres, acreditación esta fácilmente realizable en la Capital Federal en contraposición con el interior del país donde la burocracia muchas veces impide a las familias rendir bajo este régimen.
Por tales motivos, un grupo cada vez más numeroso de padres que educan en el hogar, optan para sus hijos por la matriculación en el extranjero, en Escuelas sombrilla con contenidos curriculares brindados por plataformas de homeschooling. Estos contenidos pueden ser impartidos: a) mediante libros de texto impresos, b) pueden ser enviados los temas bibliográficos y programas de estudio por correo, o c) pueden ser descargados de Internet, e incluir videos o aplicaciones. Asimismo, las plataformas de Homeschooling pueden incorporar o no las matriculaciones, acreditaciones y certificaciones de "Escuelas sombrilla".

### Australia
El censo australiano no registra las familias que educan en el hogar, pero la cantidad de estas puede estimarse grosso modo en 15 familias.
En 1995, Roland Meighan del Nottingham School of Education estimó en 20 familias 

### Canadá
Meighan estimó en 1995 el número total de educados en el hogar en Canadá entre 10 000 y 20 000 de forma extraoficial.
Karl M. Bunday estimó en 1995, basándose en reportajes periodísticos, que en Canadá cerca del 1% de los niños en edad escolar eran educados en el hogar.
En abril de 2005, el número total de estudiantes en el hogar registrados en British Columbia era de alrededor de 3.068.
En Manitoba, a los educados en el hogar les es requerido registrarse en el departamento de Educación, Ciudadanía y Juventud de Manitoba, que regula la escolaridad en la provincia. El número de estudiantes en el hogar ronda los 1.500, es decir, cerca del 0,5% de los estudiantes inscriptos en el sistema público.

### Chile
Se estima que existen alrededor de 200 familias que optan por la educación en casa en Chile. A pesar de que son muy pocas comparadas con las familias europeas, se piensa que las cifras seguirán creciendo considerablemente con el pasar de los años. Aunque este sistema de educación no esté acreditado, debido a que el Ministerio de educación acredita infraestructura, existe la opción de rendir exámenes de validación de estudios (Decreto Exento N° 2.272/ 2007). A este examen pueden presentarse los menores de edad si cumplen con el requisito de no haber estado matriculado en ningún establecimiento escolar público o subvencionado en el año que se hace la solicitud.

### España
En España entre 2000 y 4000 familias optan cada año por enseñar a sus hijos en el contexto de su hogar. El homeschooling no se encuentra regulado y no es legal, habiendo procesos que los han ganado las familias y otros que los han perdido. Pese a que la legislación establece que la educación es obligatoria desde los 6 hasta los 16 años, la ley no prohíbe el homeschooling de forma explícita. El Tribunal Constitucional dictaminó en 2010 que los padres no tienen la posibilidad de formar a sus hijos en su propio domicilio sin escolarizarlos en un centro homologado, según la ley vigente, pero dejó la opción de que una nueva ley pudiera cambiar la situación en el futuro.
La Comunidad Autónoma del País Vasco aprobó en 2017 el Decreto 152/2017, de 9 de mayo, por el que se aprueba la actualización del Instrumento para la valoración de la gravedad de las situaciones de riesgo y desamparo en los Servicios Sociales Municipales y Territoriales de Atención y Protección a la Infancia y adolescencia, conocido como "Instrumento Balora" que permite a los servicios sociales cerrar el expediente si los técnicos comprueban que se está proporcionando educación adaptada a las necesidades del menor y no existen otros factores de riesgo.

En 2018 se aprueba en Cantabria el mismo instrumento. 
"Si (1) el padre y la madre o las personas que ejercen la tutela o guarda proporcionasen un programa educativo individualizado al niño, niña o adolescente que responde a sus necesidades educativas, y (2) no hay otros indicadores de desprotección, se procederá al cierre de expediente. En estas circunstancias, este tipo de situaciones no serán consideradas desprotección". 
En Andalucía se aprueba la Orden de 30 de julio de 2019, por la que se aprueba y publica el instrumento para la valoración de la gravedad de las situaciones de riesgo, desprotección y desamparo de la infancia y adolescencia en Andalucía (VALÓRAME), con un texto prácticamente idéntico al de Cantabria.

### Estados Unidos
Según el informe NCES 2003-42 del Departamento de Educación de los EE. UU., "Homeschooling in the United States: 2003" (en español: "Educación en el Hogar en los Estados Unidos: 2003"), hubo un aumento de los estudiantes educados en el hogar en este país que pasó de 850.000 en 1999 (1,7 por ciento de la población total estudiantil) a 1,1 millones en 2003 (2,2 por ciento). En el documental Jesus Camp se señala que en 2006 esa cifra ya alcanzaba 1,8 millones.
En este período, las tasas de escolaridad en el hogar aumentaron entre aquellos estudiantes cuyos padres tienen un nivel de educación secundaria o superior, pasando de 2,0 a 2,7 por ciento entre los estudiantes blancos; de 1,6 a 2,4 por ciento entre los estudiantes en los grados 6-8, y de 0,7 a 1,4 por ciento entre estudiantes con solo un progenitor.
Las tasas por raza y etnia permanecieron "consistentes" durante ese período, con 2,7 por ciento de estudiantes blancos, 1,3 por ciento de estudiantes negros y 0,7 por ciento de estudiantes hispanos.
Así como en 1999, las tasas de crecimiento de educación en el hogar fueron las más altas en aquellas familias con tres o más hijos (3,1 por ciento), y más altas en familias con dos hijos (1,5 por ciento) que en aquellas con un solo hijo (1,4 por ciento). Sin constituir una sorpresa, hubo más estudiantes educados en el hogar en familias con dos padres (2,5 por ciento) que en aquellas con un solo progenitor (1,5 por ciento); y en las familias con dos padres donde solo uno de estos trabajaba hubo más del doble de incremento (5,6 por ciento).
En 2001, de acuerdo con el Fraser Institute con sede en Canadá, los estadounidenses de origen musulmán constituyeron el subgrupo de mayor crecimiento, estimándose que duplicarían su número anualmente durante los ocho años siguientes.

### Irlanda
Se estima que están registrados oficialmente 250 a 350 niños como perceptores de educación en sus hogares en Irlanda. Sin embargo, la Comisión Nacional de Bienestar Educativo irlandesa estima que puede haber entre 1.500 y 2.000 niños más que no están registrados. El derecho a la educación en el hogar está protegido por la Constitución de Irlanda.

### Italia
Si los padres italianos optan por la educación paterna, deben hacer una declaración al director de la escuela más cercana, que debe renovarse año tras año, sobre la capacidad técnica o financiera para impartir la educación paterna. El director de la escuela tiene el deber de verificar la exactitud de la declaración de los padres. Esta opción es elegida por unas 11.000 familias.

### Nueva Zelanda
Karl M. Bunday cita al programa de televisión de Nueva Zelanda "Sixty Minutes" (sin relación con el programa estadounidense homónimo) como referencia a que en 1996 había 7.000 niños en edad escolar educados en sus hogares. Philip Strange de la Australian Home Education Association Inc. habla de "5.274 estudiantes educados en el hogar registrados de 3.001 familias" en 1998 según cifras del Ministerio de Educación de Nueva Zelandia.

### Perú
Al igual que Argentina, en Perú no se tienen estadísticas exactas sobre familias que practican el Homeschooling. Existen muchos blogs, web y páginas sociales gestionadas por familias que vienen tratando de unir fuerzas para que su voz sea escuchada y se considere a la educación en el hogar como una alternativa de educación. En cuanto al marco legal nada se menciona en la ley general de educación que taché de ilegal al homeschooling. Al contrario, encontramos leyes que ayudan a convalidar estudios y lograr la certificación de aquellos niños que son educados en casa. En Lima, algunas familias ya se están organizando grupos de apoyo para las familias homeschoolers, mientras en el norte y sur del país existen familias ejecutándola. Tal vez las experiencias más aproximadas a un homeschooling se esté dando, por intermedio de los programas de Educación a Distancia que se desarrollan en instituciones educativas públicas y privadas y que se encuentran enmarcados en el nuevo diseño del currículo nacional de la Educación Básica Alternativa (EBA) establecido por el MINEDU. Es precisamente en este formato de enseñanza en el que se generan también los servicios de enseñanza personalizada con el fin de reforzar el aprendizaje de los alumnos que les permita complementar sus estudios. Las familias pueden encontrar de esta manera, en los servicios de Asesoría Educativa, una vía para el trabajo de acompañamiento pedagógico en casa.

### Portugal
Se estima que unas 1000 familias portuguesas educan a sus hijos en casa, país donde es legal dicha práctica. Para poder realizar la educación en el hogar se pide a los padres que hayan superado al menos un nivel más que el que sus hijos están estudiando.

### Países hispanohablantes en general
En los países hispanohablantes, ya sea como Guinea Ecuatorial donde el español es idioma oficial, o que es utilizado por minorías como en Filipinas, existen plataformas de homeschooling que permiten el acceso a contenidos y acreditaciones mediante el uso de Academias Sombrilla (llamadas en inglés "Umbrella Academy"). Estas plataformas de homeschooling tienen diversa variedad en sus propuestas, pues algunas simplemente otorgan una certificación de los contenidos enseñados a los alumnos libremente elegidos por los padres y sus hijos, otras son propuestas curriculares (es decir, una oferta de material educativo), y hay también un servicio de escolarización a distancia (Colleges llamados en inglés) que abarcan contenidos y certificaciones con un currículo y plan de estudios específicos.
Bajo el vocablo Homeschooling, en castellano queda también incluida la propuesta de "Escolarización en el Hogar", que es desarrollada ya sea por entidades que brindan contenidos curriculares con acreditación propia o de una institución educativa que los avala, utilizando diversas plataformas de homeschooling para alcanzar a quienes se encuentran a gran distancia. Generalmente, en países donde la escolarización por Ley es obligatoria, las matriculaciones son en el extranjero, mientras que Estados Unidos u otros países que reconocen la validez de las plataformas de homeschooling las acreditaciones pueden ser autóctonas según su legislación local.
Las certificaciones internacionales, son acreditadas mediante diversos modos de legalización, y así los alumnos pueden acceder a la educación superior en los diversos países, siempre que los alumnos se hubieran matriculado en academias validadas y que cumplen con los mínimos legales del país respectivo que habilita este tipo de educación y desde el cual se expiden las certificaciones de los estudios.
Asimismo, las plataformas de homeschooling pueden no solo ser virtuales, sino que pueden admitir encuentros presenciales periódicos que favorecen la integración de los padres como docentes, y la sociabilización de los hijos con sus pares.
Acerca de "Umbrella Academy", y con motivo de su denominación, Netflix produjo una serie de ciencia ficción cuya idea central reside en la educación en el hogar personalizada, para niños superdotados que desarrollan sus capacidades.
A pesar de ciertas prohibiciones legales generales, según los diversos países, cada vez más alumnos están matriculando en plataformas de homeschooling para lograr la escolarización en el hogar y obtener sus acreditaciones sin dejar de cumplir con las obligaciones impuestas por los Estados.

### Reino Unido
Un promotor de la educación en el hogar estima que hay 60.000 niños estudiando bajo este sistema en el Reino Unido. Aproximadamente un 0.6% de los niños en edad de enseñanza obligatoria en 2012.
En 1995, Meighan estimó que la cifra era de "casi 10.000", y en 1996 el London Evening Standard estableció que 15.000 familias que utilizaban la enseñanza en el hogar en Gran Bretaña constituían un 50 por ciento de incremento respecto al año anterior.

## Metodología
Existe una amplia cantidad de métodos y materiales que podrán aplicarse en cada familia dependiendo de su propia filosofía educativa:
- El método de Charlotte Mason
- El método clásico (que incluye Trivium y Quadrivium)
- El método Montessori
- La teoría de las inteligencias múltiples
- La educación libre
- El método Waldorf
- El método de "Educación-en-casa"
- El método de utilización de plataformas educativas (también llamadas plataformas de homeschooling, por medio de internet)

Sin embargo, lo más habitual es un sistema ecléctico que combine los distintos métodos. En cuanto a materiales curriculares y libros, el informe "Homeschooling in the United States: 2003" (Educación en el hogar en los Estados Unidos: 2003) reveló que un 78% de las familias utilizaron "la biblioteca pública", un 77% utilizaron "una editorial o especialista en materiales para la educación en casa", un 68% utilizó "alguna librería", un 60% utilizó "una editorial no especializada en materiales preparados para la educación en casa", aproximadamente la mitad utilizó materiales curriculares producidos por "organizaciones destinadas a la educación en casa", un 37% utilizó materiales proporcionados por "la parroquia, sinagoga o alguna otra institución religiosa" y un 23% obtuvo los materiales de su "escuela local o de distrito". Un 41% utilizó algún tipo de "educación a distancia", aproximadamente el 20% "televisión, video o radio", 19% vía "internet, correo electrónico, o directamente de la web" y por último un 15% "adquirió un curso por correspondencia designado específicamente para educar en casa". Los contenidos curriculares varían según las normas legales vigentes en cada uno de los estados.